# Geleira Denman
A Geleira Denman, também conhecida por Glaciar Denman, é uma geleira com 11 a 16 km de largura, estendendo-se aproximadamente 110 km para o norte, desembocando na Plataforma de Gelo Shackleton [en], a leste da Ilha David [en], na Terra da Rainha Maria [en]. Foi descoberto em novembro de 1912 pelo grupo da Base Ocidental [en] da Expedição Antártica Australasiática, sob a liderança de Sir Douglas Mawson. Mawson nomeou a geleira em homenagem a Lord Denman [en], então Governador-Geral da Austrália (1911) e patrono da expedição.
O desfiladeiro sob a Geleira Denman foi identificado pelo projeto BedMachine Antarctica [en], liderado pela Universidade da Califórnia em Irvine, como o ponto natural mais profundo em terra (ou pelo menos não coberto por água líquida) no mundo, com seu leito rochoso situado a 3.500 metros (11.500 pés) abaixo do nível do mar.
O derretimento da Geleira Denman no Mar de Mawson dá origem à Ilha de Gelo Pobeda [en], que aparece periodicamente.

## Instabilidade e recuo

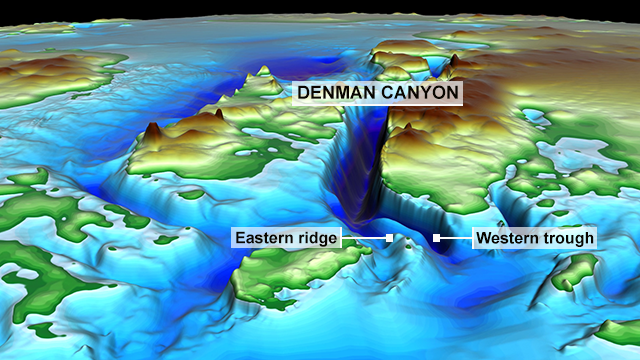
Forma do leito rochoso sob a geleira Denman.

Um estudo de 2020 indicou que a Geleira Denman recuou 5,4 ± 0,3 km ao longo de um período de 20 anos, de 1996 a 2017-2018. A pesquisa projeta que a geleira tem potencial para um recuo rápido e irreversível, devido à presença de um leito retrógrado no flanco ocidental e à possível presença de água quente na cavidade da plataforma submarina. Caso toda a geleira derretesse, poderia contribuir para uma elevação de 1,5 metro no nível global do mar. No entanto, como diversos fatores influenciam a taxa de recuo — como a estreiteza do canal por onde ocorre e o deslocamento de água quente do oceano profundo —, ainda não há certeza sobre o destino da geleira sem a obtenção de mais dados.
A Geleira Denman está entre os poucos fluxos de gelo identificados como merecedores de atenção especial na Antártica Oriental, região que, em geral, tem sido considerada mais estável em comparação com a camada de gelo da Antártica Ocidental. As descobertas sobre a instabilidade e o recuo da Geleira Denman contribuíram para uma mudança na percepção das transformações na Antártica Oriental, juntamente com as alterações observadas na Geleira Totten e nos glaciares da Baía de Vincennes [en], da Baía de Porpoise [en] e da Costa de George V [en].